# Thecla spadix
Thecla spadix är en fjärilsart som beskrevs av Edwards 1881. Thecla spadix ingår i släktet Thecla och familjen juvelvingar. Inga underarter finns listade i Catalogue of Life.